# Ledbergs socken
Ledbergs socken i Östergötland ingick i Valkebo härad, uppgick 1967 i Linköpings stad och området ingår sedan 1971 i Linköpings kommun och motsvarar från 2016 Ledbergs distrikt.
Socknens areal är 12,22 kvadratkilometer, varav 11,90 land. År 2000 fanns här 267 invånare. Kyrkbyn Ledberg med sockenkyrkan Ledbergs kyrka ligger i socknen. 

## Administrativ historik
Ledbergs socken har medeltida ursprung.
Vid kommunreformen 1862 övergick socknens ansvar för de kyrkliga frågorna till Ledbergs församling och för de borgerliga frågorna till Ledbergs landskommun. Landskommunen inkorporerades 1952 i Kärna landskommun som 1967 uppgick i Linköpings stad som 1971 ombildades till Linköpings kommun. Församlingen uppgick 2014 i Kärna församling.
1 januari 2016 inrättades distriktet Ledberg, med samma omfattning som församlingen hade 1999/2000.  
Socknen har tillhört samma fögderier och domsagor som Valkebo härad.  De indelta soldaterna tillhörde  Första livgrenadjärregementet, Stångebro kompani, och Andra livgrenadjärregementet, Västanstångs kompani.

## Geografi
Ledbergs socken ligger nordväst om Linköping kring Svartån och dess tillflöde Lillån. Socknen är en slättbygd på Östgötaslätten med någon skogsmark i sydost.

## Fornlämningar

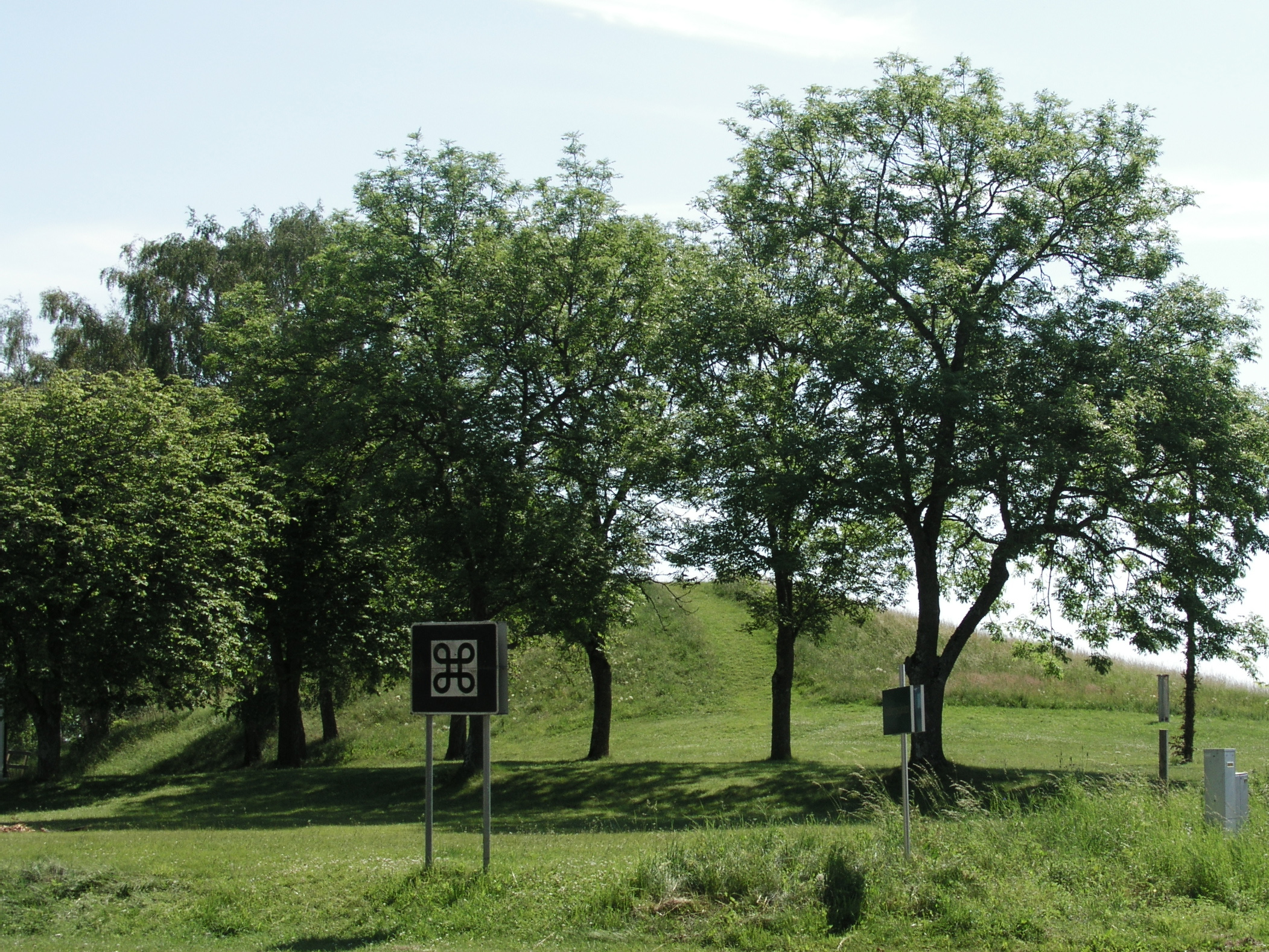
Ledbergs kulle

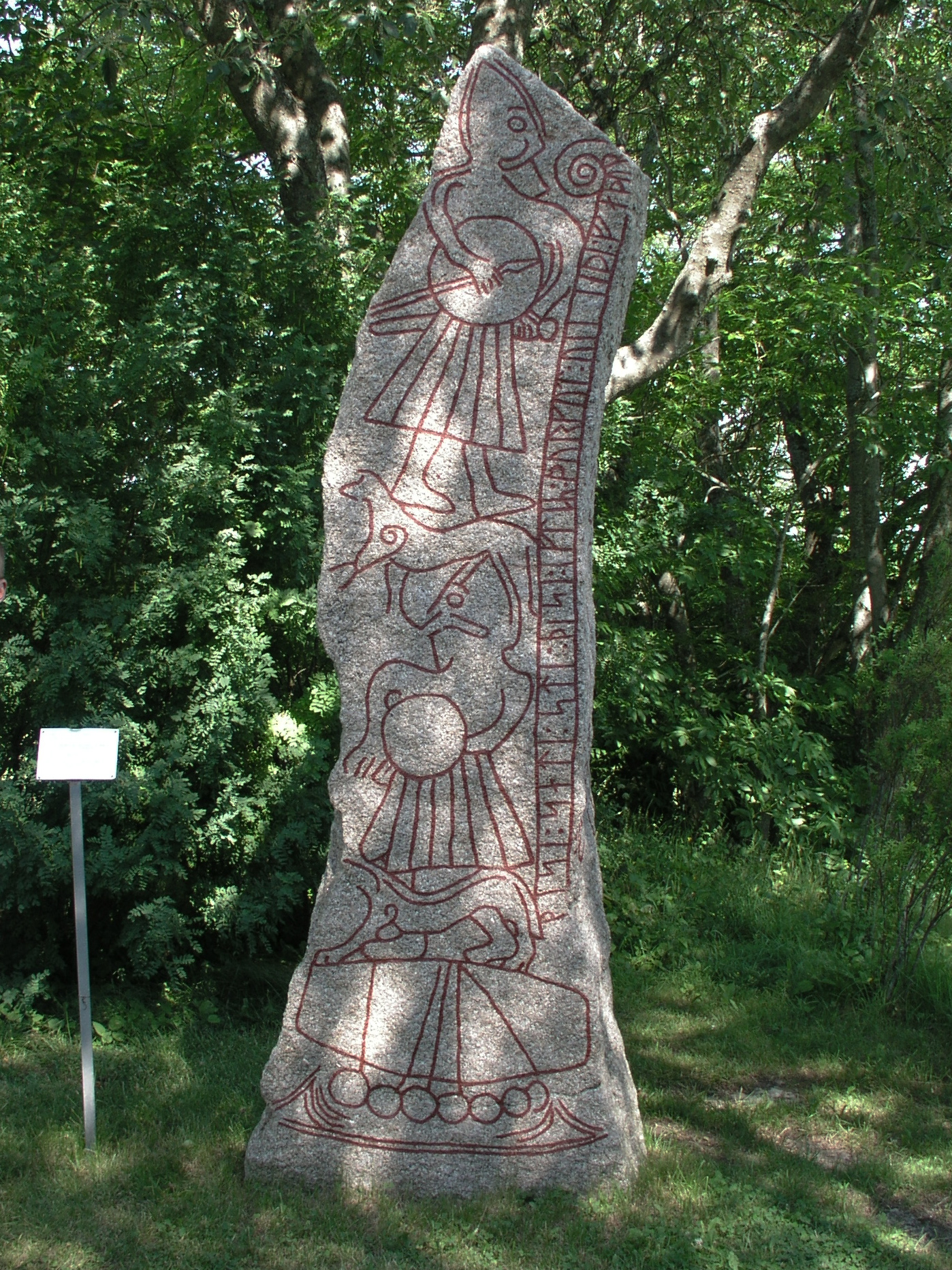
Ledbergsstenen vid kyrkan

Kända från socknen är en boplats och två hällkistor (nu borta) från stenåldern samt fem gravfält från järnåldern, där storhögen Ledbergs kulle är landskapets största. Tre runristningar är antecknade.

## Namnet
Namnet (1351, Ledhabergh) kommer från kyrkbyn och innehåller sannolikt ledh, 'väg' syftande på en forntida väg på eller invid den höjd kyrkan ligger på.
Fram till 1919 användes också namnet Lebergs socken och Ledebergs socken.

### Fotnoter
1. 1 2  Svensk Uppslagsbok andra upplagan 1947–1955: Ledberg socken
2. 1 2  Harlén, Hans; Harlén Eivy (2003). Sverige från A till Ö: geografisk-historisk uppslagsbok. Stockholm: Kommentus. Libris 9337075. ISBN 91-7345-139-8
3. ↑  ”Församlingar”. Statistiska centralbyrån. https://www.scb.se/hitta-statistik/regional-statistik-och-kartor/regionala-indelningar/forsamlingar/. Läst 30 december 2022.
4. ↑  Administrativ historik för Ledberg socken (Klicka på församlingsposten). Källa: Nationella arkivdatabasen, Riksarkivet.
5. 1 2  Sjögren, Otto (1931). Sverige geografisk beskrivning del 2 Östergötlands, Jönköpings, Kronobergs, Kalmar och Gotlands län. Stockholm: Wahlström & Widstrand. Libris 9939
6. 1 2  Nationalencyklopedin
7. ↑  Fornlämningar, Statens historiska museum: Ledbergs socken
8. ↑  Fornminnesregistret, Riksantikvarieämbetet: Ledbergs socken Fornminnen i socknen erhålls på kartan genom att skriva in sockennamn (utan "socken") i "Ange geografiskt område"
9. ↑  Mats Wahlberg, red (2003). Svenskt ortnamnslexikon. Uppsala: Institutet för språk och folkminnen. Libris 8998039. ISBN 91-7229-020-X. https://isof.diva-portal.org/smash/get/diva2:1175717/FULLTEXT02.pdf